# Anotogaster sieboldii
Anotogaster sieboldii är en trollsländeart. Anotogaster sieboldii ingår i släktet Anotogaster och familjen kungstrollsländor.

## Underarter
Arten delas in i följande underarter:
- A. s. kuchenbeiseri
- A. s. sieboldii

## Bildgalleri

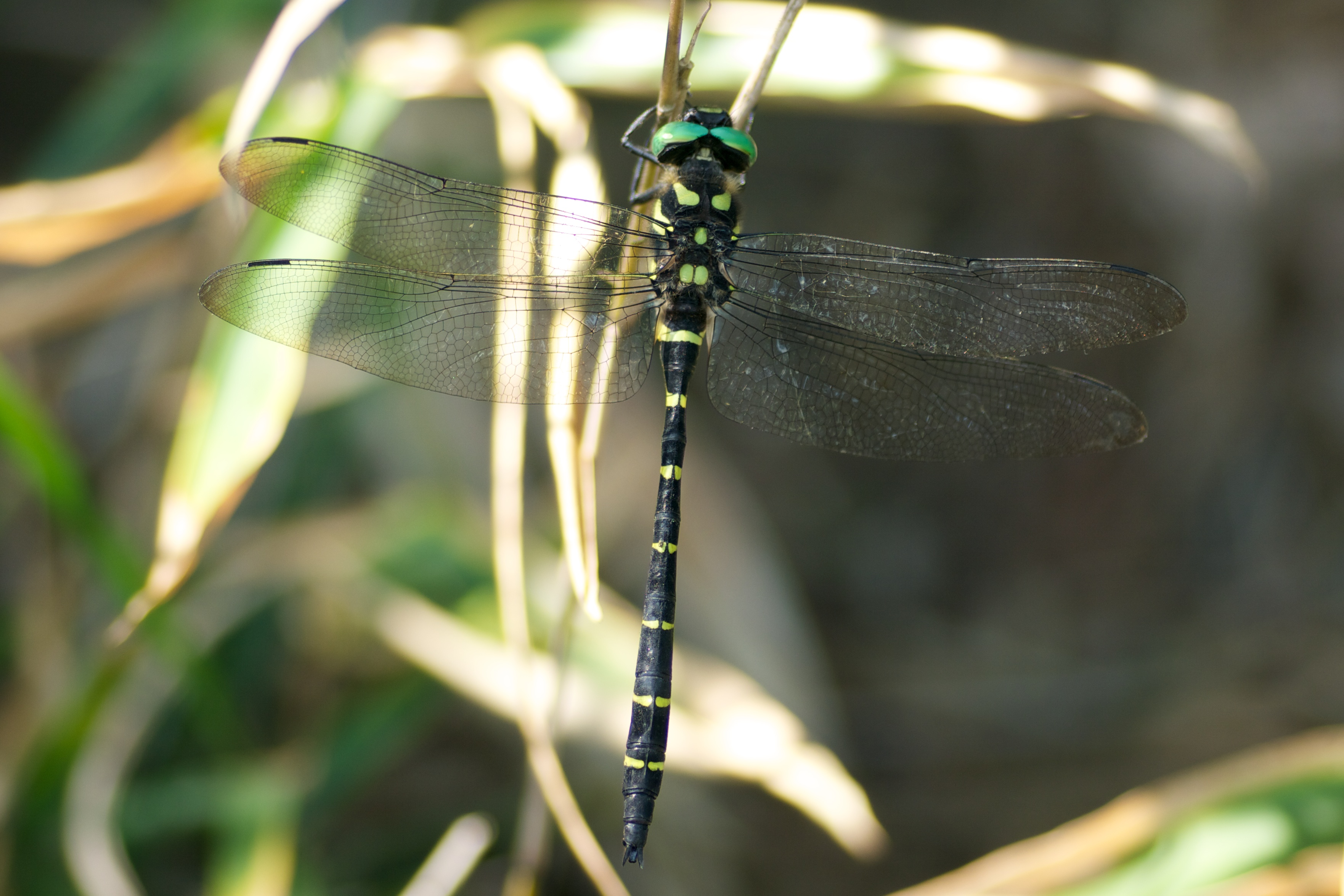
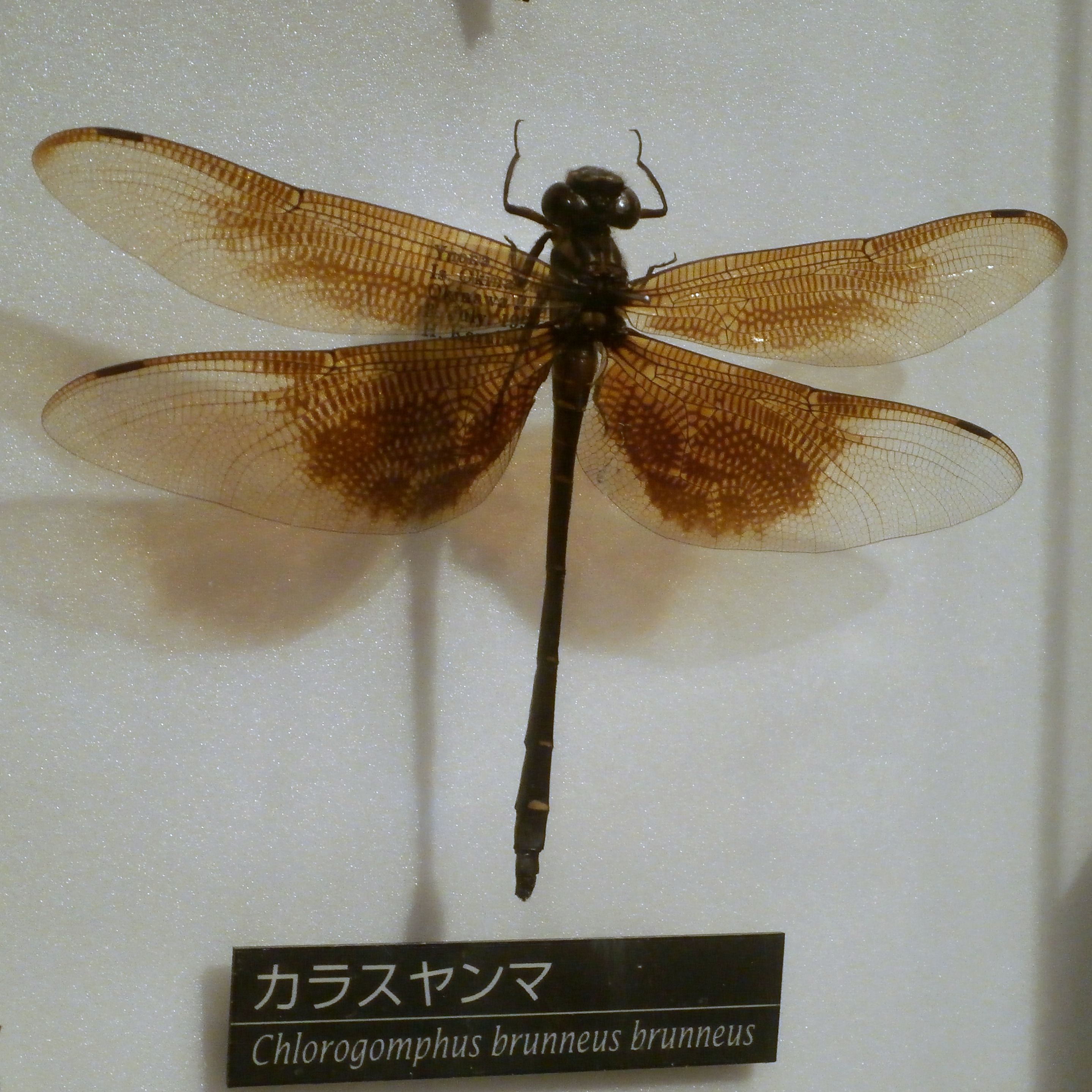
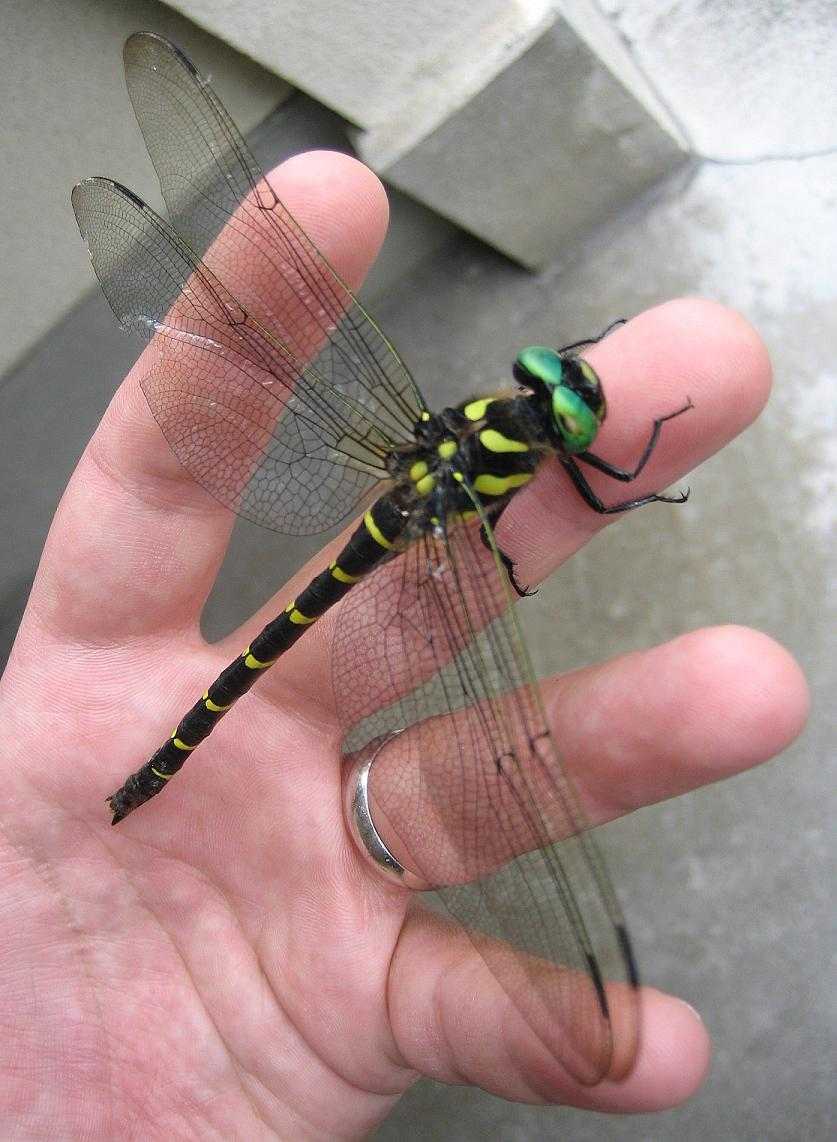
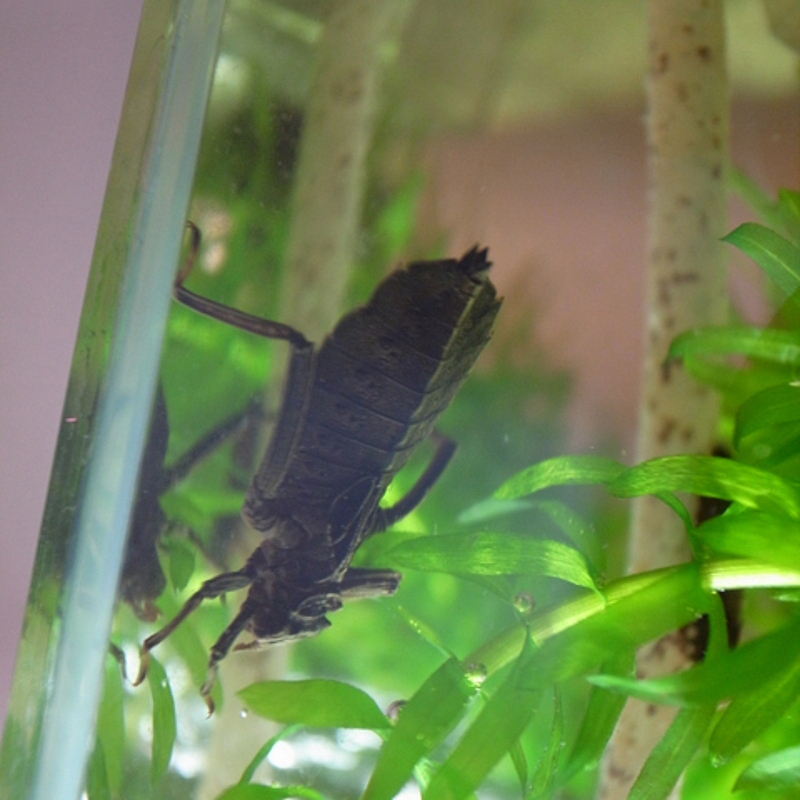
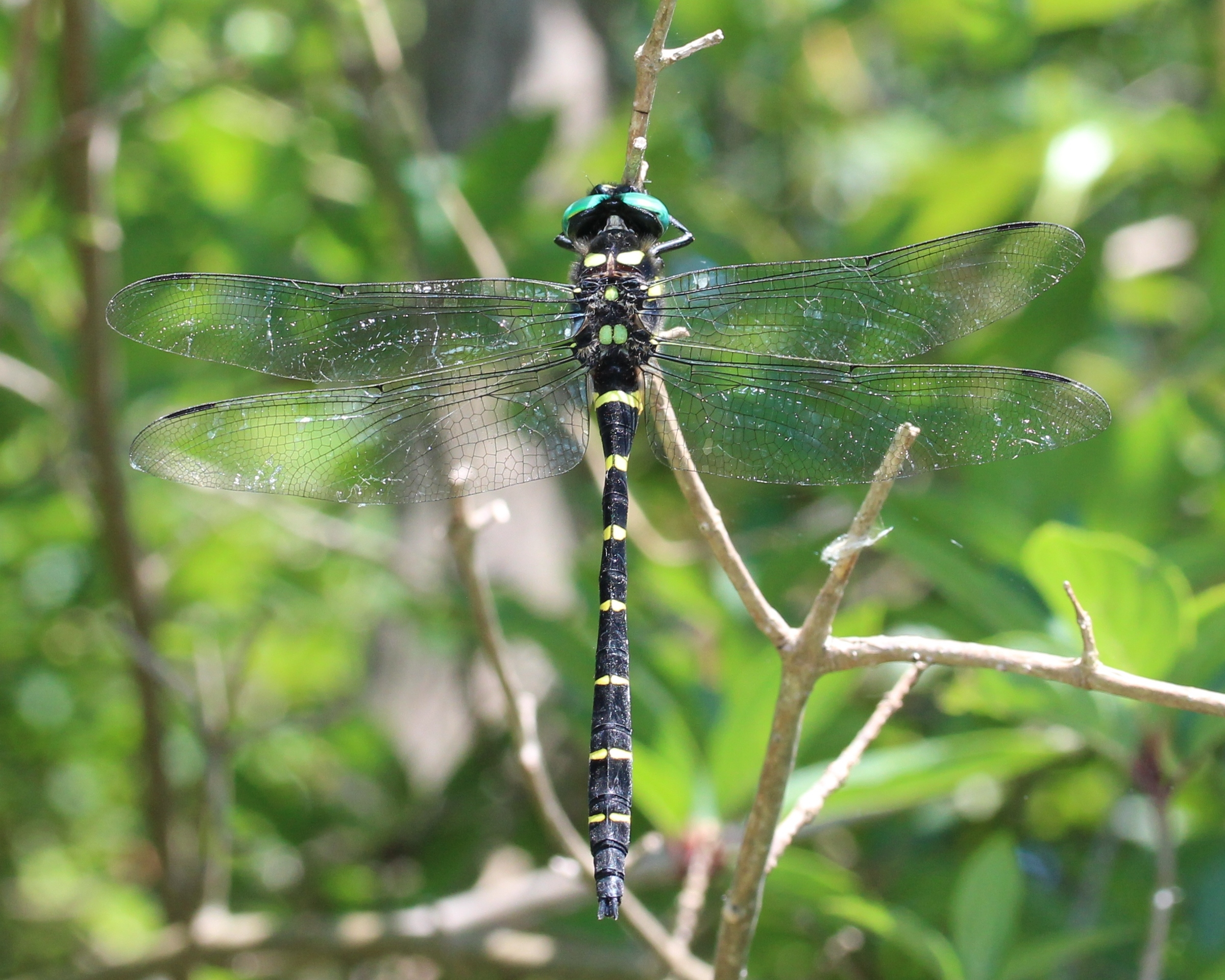